# بقعه میرمحمد حنفیه
بقعه میر محمد حنفیه مربوط به سدهٔ ۹ ه‍.ق است و در شهرستان بوشهر، جزیره خارگ واقع شده و این اثر در تاریخ ۱۶ آذر ۱۳۷۷ با شمارهٔ ثبت ۲۲۰۵ به‌عنوان یکی از آثار ملی ایران به ثبت رسیده است.